# Namacunde
Namacunde es un localidad y municipio de la provincia de Cunene en Angola. En julio de 2018 tenía una población estimada de 160 992 habitantes.
Se encuentra ubicado al sureste del país, cerca del curso bajo del río Cunene y de la frontera con Namibia.